# Campagne de Diyala
Guerre d'Irak
La campagne de Diyala était une série d'opérations de la Coalition contre les insurgés en Irak menées du 25 décembre 2006 au 1er octobre 2007 afin de contrôler la province de Diyala.

## Historique de la campagne

Localisation de la province de Diyala.

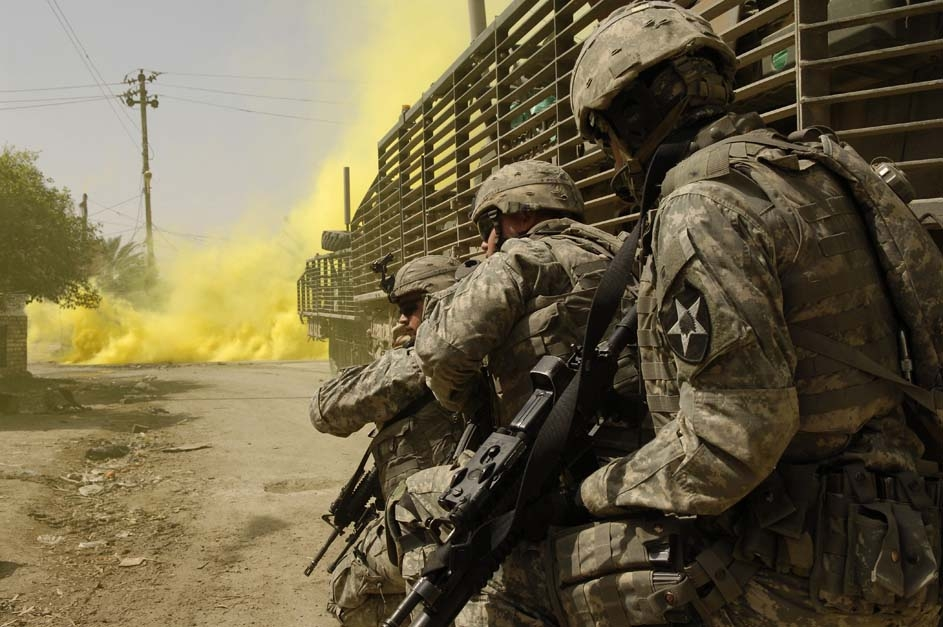
Soldats américains se mettant à couvert derrière un Stryker durant un échange de tirs (26 mars 2007).

La ville de Bakouba, capitale de la province, fut notamment le théâtre d'importants combats, entre le 10 mars et 19 août 2007, lors de l'opération Arrowhead Ripper, considérée en effet comme un important centre de coordination des insurgés. 2 500 combattants y étaient ainsi retranchés et l'offensive américano-irakienne mobilisa au total pas moins de 7 000 soldats.
Le 29 mars, un attentat-suicide est commis par trois kamikazes contre le village à majorité chiite de Khalis, faisant 53 tués et 103 blessés.
Le 24 septembre, un kamikaze d'Al Qaïda en Irak se fait exploser lors d'un meeting de hauts-responsables irakiens à Bakouba, alors déclarée sécurisée. Le chef de la police Ali al-Deylan et le brigadier Abdul Karim al-Obaidi sont tués ainsi qu'Ahmed al-Tamimi, administrateur des affaires chiites de Diyala. Le gouverneur de la province fut également blessé.
Au début du mois d'octobre, la plupart des combats avaient pris fin et les forces américaines et irakiennes étaient parvenues à chasser les insurgés hors de la province. Ces derniers étaient en pleine retraite vers le nord et l'ouest, vers les villes de Kirkouk, Mossoul, Baiji et Samarra. Le succès de la prise de Diyala permit ainsi de sécuriser le flanc nord-ouest de la capitale, Bagdad.

## Bilan et conséquences
Plus de 1 070 insurgés furent tués dans les combats et 500 autres capturés tandis que les pertes de la Coalition s'élevaient à 106 tués (soldats Américains), 300 tués (soldats Irakiens) et 22 tués (combattants kurdes Peshmerga).
En janvier 2008, l'opération Phantom Strike, impliquant des forces américaines, irakiennes, géorgiennes et britanniques, est lancée afin d'éliminer les restes de l'insurrection à Diyala et dans la province environnante de Salah ad-Din. Six mois plus tard, l'opération Bashaer al-Kheir sera déclenchée afin d'assurer le contrôle de la province, mobilisant 50 000 militaires et policiers irakiens.